# Anders Domert
Erik Anders Domert, född 14 februari 1971, är en svensk jurist.
Efter att ha slutfört domarutbildningen som hovrättsassessor i Hovrätten för Nedre Norrland, anställdes Anders Domert som rättssakkunnig i Finansdepartementet 2002 och blev föredragande hos Justitieombudsmannen 2004. Han blev rådman i Katrineholms tingsrätt 2006, rådman i Örebro tingsrätt 2008 samt chefsrådman i samma domstol 2012. Domert utnämndes 2023 till lagman i Värmlands tingsrätt.